# Caspar Neumann
Caspar (lub Kaspar) Neumann (1648–1715) – niemiecki uczony i duchowny z Wrocławia, zajmujący się zagadnieniem umieralności. Pionier statystyki demograficznej.

## Życiorys
Syn Martina Neumanna, miejskiego poborcy podatkowego. Odbył praktykę w aptece i ukończył gimnazjum Marii Magdaleny. W 1667 rozpoczął studia teologiczne na uniwersytecie w Jenie i 30 listopada 1673 przyjął święcenia kapłańskie. Został podróżującym kapłanem na służbie księcia Christiana, syna Ernesta I władcy księstwa Saksonia-Gotha. W drodze do domu, podczas trwającej dwa lata podróży przez zachodnią część Niemiec, Szwajcarię, północną Italię i południową Francję został kapłanem nadwornym w Altenburgu i poślubił córkę J.J. Rabe lekarza w służbie księcia Friedenstein. Później powrócił do Wrocławia.

## Działalność
W 1678 został dziekanem swojej dawnej szkoły, wrocławskiego gimnazjum magdaleńskiego a w 1689 pastorem i wikarym kościoła pw Marii Magdaleny we Wrocławiu. W 1697 Neumann został wyznaczony inspektorem luterańskich szkół i kościołów. Później został wikarym kościoła św. Elżbiety i wykładowcą teologii w obu miejskich gimnazjach parafialnych. Wśród jego uczniów byli filozof niemiecki epoki oświecenia Christian Wolff oraz pisarz i dysydent religijny Johann Bachstrom.
W 1680 opublikował w Jenie swój modlitewnik pod tytułem „Kern aller Gebete”. Neumann jest autorem ponad 30 pieśni, z których część została zawarta w Burg’s Gesang Buch (1746) i w dziewiątym wydaniu Breslau Vollständige Kirchen-und Haus-Music (ok 1700).
Jest także autorem teorii o „hieroglificznym” znaczeniu liter alfabetu hebrajskiego: aleph np. miała oznaczać aktywność, beth trójwymiarowość itp. Isaac Newton napisał do niego list potwierdzając otrzymanie książki wyjaśniającej tę teorię (Clavis Domus Heber) i pogratulował starań, ale przyznał, że sam ma zbyt małą wiedzę na ten temat by móc ocenić jej wartość.

## Statystyka demograficzna
W traktacie „Reflexionen über Leben und Tod bey denen in Breslau Geborenen und Gestorbenen” zawarł obserwacje dotyczące umieralności mieszkańców. W 1689 wysłał go Leibnizowi wraz z listem, który prezentował projekt kontynuacji tego typu badań. Leibniz poinformował o tym Royal Society. Sekretarz Stowarzyszenia, Henri Justel, poprosił Neumanna o dostarczenie zebranych przez niego danych. Uznając ich jakość Edmond Halley dokonał ich analizy statystycznej a jej wyniki opublikował w Philosophical Transactions of the Royal Society w 1693 w pracy „An Estimate of the Degrees of the Mortality of Mankind, drawn from curious Tables of the Birth and Funerals at the city of Breslaw, with an Attempt to acscertain the Price of Annuities upon Lives” i na tej podstawie opracował wzorzec obliczania składek emerytalnych dla powstających funduszy ubezpieczeniowych.
Praca Neumanna była pierwszą tego typu na ziemiach niemieckich (w Anglii poprzedzali go William Petty i John Graunt autor „Natural and Political Observations Made upon the Bills of Mortality” 1662). Pod jego wpływem wrocławski lekarz Johann Christian Kundmann (1684–1751) opublikował pierwsze w Niemczech porównawcze studium umieralności Sammlung von Natur- Medizin- sowie auch dazu gehörigen Kunst- und Litteraturgeschichten (1718).

## Ciekawostka
Caspar Neumann uczył się, mieszkając w Berlinie, języka polskiego. Jego nauczycielem był szkockiego pochodzenia prezbiter Andreas Malcolmus, krewny żony pastora Jakuba Gembickiego.